# Верх-Комишенка (Краснощоковський район)
Верх-Коми́шенка (рос. Верх-Камышенка) — село у складі Краснощоковського району Алтайського краю, Росія. Адміністративний центр Верх-Комишенської сільської ради.
Стара назва — Верхня Комишинка.

## Населення
Населення — 1407 осіб (2010; 1732 у 2002).
Національний склад (станом на 2002 рік):
- росіяни — 93 %